# Phyllodocida
Los filodócidos (Phyllodocida) son un orden de anélidos poliquetos perteneciengte a la subclase Aciculata. Se estiman unas 3,500 especies en el orden.
Son poliquetos marinos y a veces de aguas salobres, la mayoría son bentónicos activos que se mueven sobre la superficie o se entierran en sedimentos, o bien viven en grietas del lecho rocoso. Algunos construyen tubos en los que viven y otros son pelágicos, nadando a través de la columna de agua.

## Características

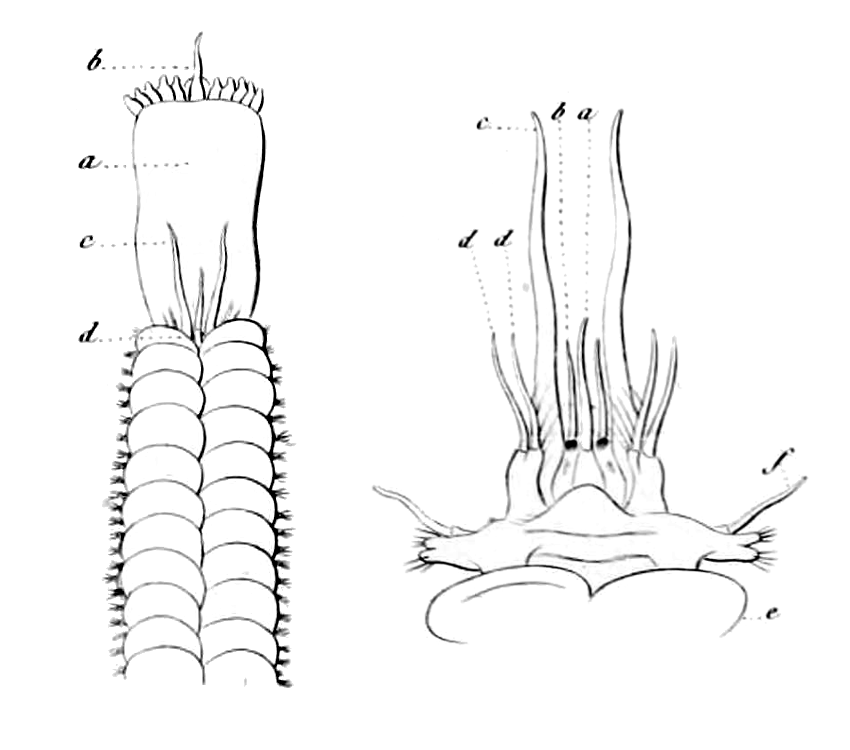
Phyllodocida del género Acoetes (familia Acoetidae).

Varían en tamaño desde unos pocos milímetros de largo hasta más de un metro. Cada segmento tiene un par de parapodios tipo paleta. El prostomio tiene generalmente uno o dos pares de ojos, un par de antenas dorsales, un par ventral de palpos sensoriales y un par de órganos en el cuello. El peristomio es un anillo a menudo oculto dorsalmente por el prostomio en el primer segmento. Hay una trompa muscular con uno o más pares de mandíbulas. Los siguientes segmentos tienden a diferir de los que están más atrás al tener cirros (apéndices finos) dorsales y ventrales agrandados y lóbulos parapodiales, además de quetas (cerdas) reducidas. Algunas especies tienen apéndices con funciones especializadas, pero la mayoría tienen muchos segmentos que son similares entre sí, pero que varían en tamaño y forma a lo largo del cuerpo sin cambios abruptos en quetas y parapodios.

## Familias
Familias reconocidas:
Suborden Aphroditiformia 
Superfamilia Aphroditoidea
Acoetidae
Aphroditidae
Eulepethidae
Pholoidae
Polynoidae
Sigalionidae
Superfamilia Chrysopetalacea
Chrysopetalidae
Superfamilia Pisionacea
Pisionidae
Suborden Glyceriformia 
Glyceridae
Goniadidae
Lacydoniidae
Paralacydoniidae
Suborden Nereidiformia 
Antonbruuniidae
Hesionidae
Nereididae
Pilargidae
Syllidae

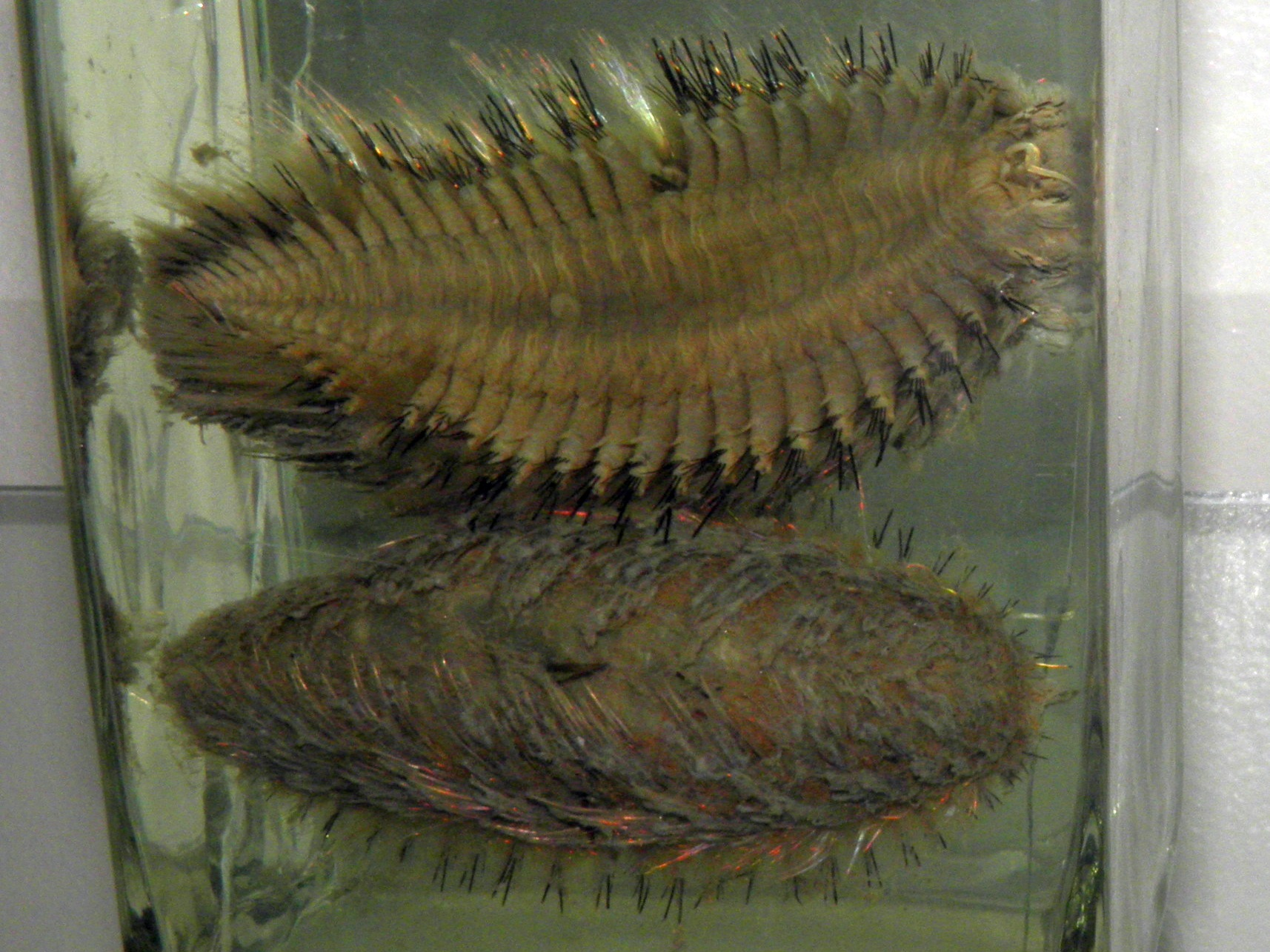
Aphrodita (fam. Aphroditidae)

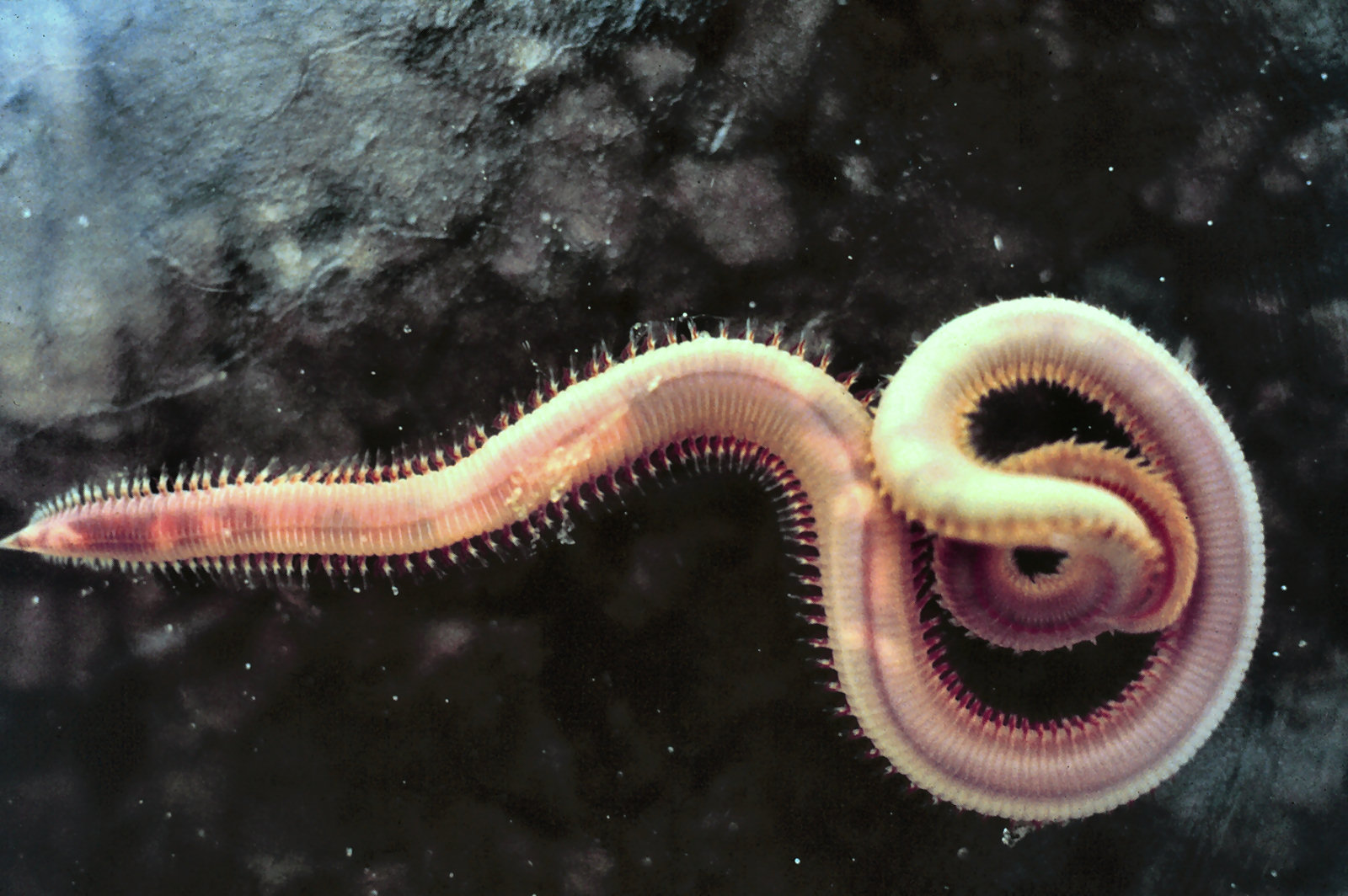
Glycera (fam. Glyceridae)

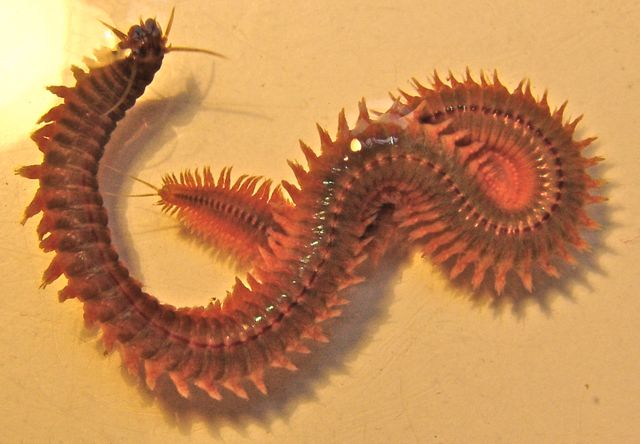
Alitta o Nereis (fam. Nereididae)

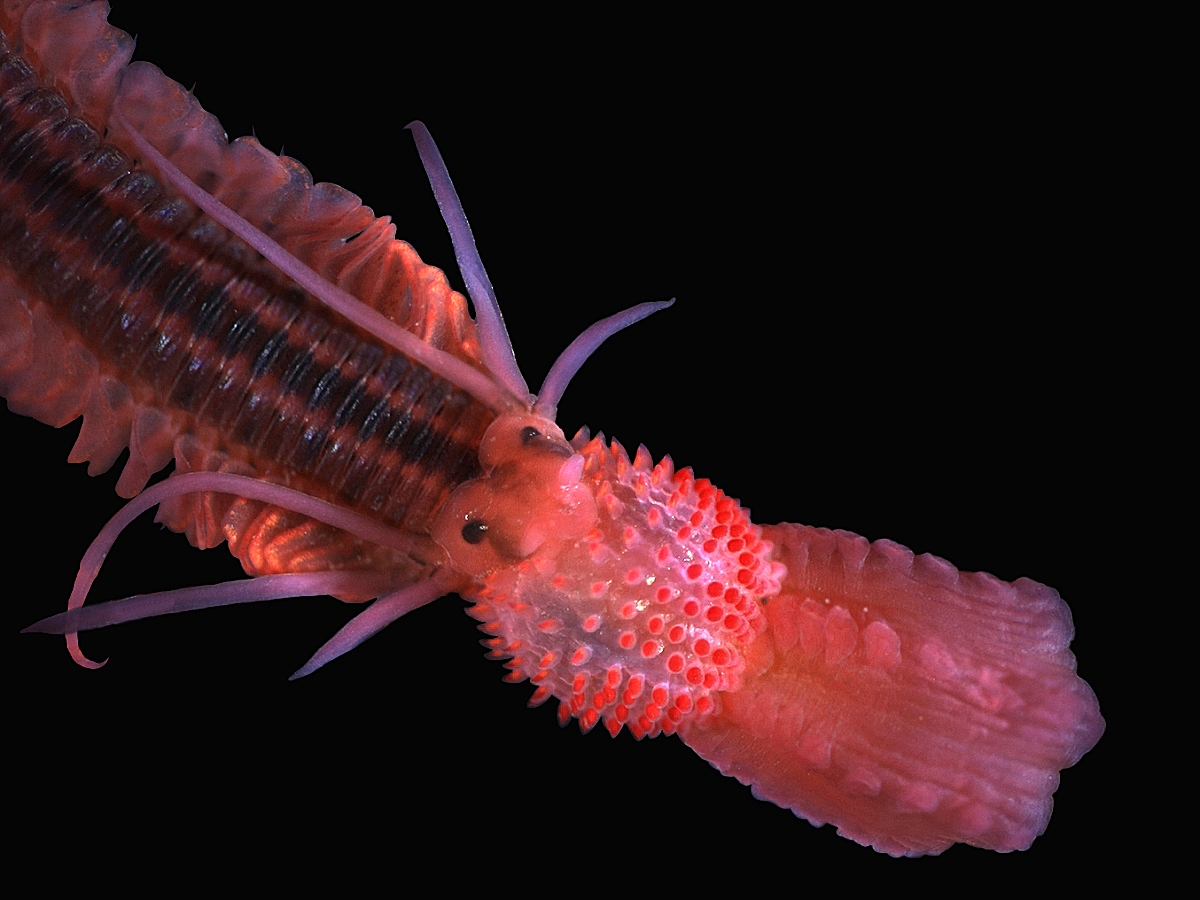
Phyllodoce (fam. Phyllodocidae), coloreada para su identificación y mostrando la probóscide eversible.

Suborden Phyllodocida incertae sedis 
Iospilidae
Nephtyidae
Sphaerodoridae
Tomopteridae
Typhloscolecidae
Yndolaciidae
Suborden Phyllodociformia 
Alciopidae
Lopadorhynchidae
Phyllodocidae
Pontodoridae
Incertae sedis
Nautiliniellidae